# Кубатьян, Георгий Иосифович
Георгий Иосифович Кубатьян (арм. Գեորգի Իոսիֆի Կուբատյան; 18 апреля 1946, Уфа — 1 сентября 2021) — советский армянский и российский поэт и переводчик. Жил и работал в Ереване.

## Биография
Георгий Иосифович родился 18 апреля 1946 года в Уфе в семье военнослужащего. В 1968 году окончил Горьковский университет. В 1970—1974 годах работал в журнале «Литературная Армения». С 1978 по 2004 год — старший научный сотрудник музея М. Сарьяна.
С 1967 года печатался в журналах «Юность», «Москва», «Литературная Армения», «Дружба народов», «Знамя», «Вопросы литературы» и др. Переводил на русский язык произведения классиков и современных армянских писателей. В их числе Ованес Туманян, Ваан Терьян, Ваан Текеян, Даниэл Варужан, Мисак Мецаренц, Матеос Зарифян, Ованес Шираз и другие.
Опубликовал в российской периодике ряд статей, посвящённых теме армянско-русских культурных связей, творчеству Осипа Мандельштама, Арсения Тарковского, Сергея Параджанова и других.
Член Союза писателей Армении с 1978 года.
Премия журнала «Дружба народов» за 2010 год.

## Сочинения

### Собственные книги
- Имя. Ер., 1979
- Зона заплыва. Ер., 1990
- Благие намерения: Очерки терроризма, в основном армянского. — Ер., 2003.
- Ворованный воздух. Статьи и заметки. — Ер., издательство РАУ, 2005.

### Переводы
- Гурген Маари. Горящие сады. Роман (Перевод в соавторстве с Н. Мкртчян). — М., «Текст», 2001.
- Рубен Севак. Багровая тоска. Избранная лирика. — Ер., «Ван Арьян», 2004.